# Panié
Núi Panié là một ngọn núi trên đảo Grand Terre, tức đảo chính của Nouvelle-Calédonie. Đây cũng là ngọn núi cao nhất của xứ này. đo được 1628 m.
Núi Panié nằm trong rặng núi chính chạy dọc chiều dài của đảo Grand Terre, có tên là Chaîne Centrale.